# Kasteel Dupont
Het Kasteel Dupont is een kasteelachtig landhuis in het tot de gemeente Luik behorend dorp Wandre, gelegen aan de Chemin de Rabosée 42.
Het is een L-vormig landhuis, gebouwd in het midden van de 19e eeuw. Op de hoek bevindt zich een vierkante toren. Tegen het kasteeltje is een boerderij aangebouwd, gelegen aan het Place des Fusillées.